# Josef Mrázek (právník)
Josef Mrázek (* 1944) je český právník a odborník na mezinárodní právo.

## Biografie
V letech 1961 až 1966 absolvoval právnickou fakultu Univerzity Karlovy a v roce 1967 zde získal titul JUDr. Od roku 1969 působí jako vědecký pracovník Ústavu státu a práva Akademie věd České republiky. Byl členem delegace jednající o odchodu sovětských vojsk z Československa. V roce 1993 se stal advokátem. Vyučuje mezinárodní právo na právnické fakultě ZČU a Vysoké škole aplikovaného práva v Praze. Podílel se na přibližně 200 článcích a studiích publikovaných v Německu, Kanadě, Rakousku, USA či Holandsku.